# Batuan, Masbate

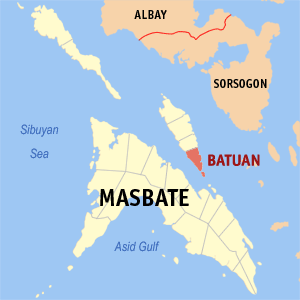
Bản đồ Masbate với vị trí của Batuan

Batuan là một đô thị hạng 5 ở tỉnh Masbate, Philippines. Theo điều tra dân số năm 2000 của Philipin, đô thị này có dân số 12.038 người trong 2.529 hộ.

## Barangays
Batuan được chia ra 14 barangay.
- Burgos
- Cañares
- Cambañez
- Costa Rica
- Danao
- Gibraltar
- Mabuhay
- Matabao
- Nasandig
- Panisihan
- Poblacion
- Rizal
- Royroy
- Sawang